# Aureolejeunea rotalis
Aureolejeunea rotalis là một loài Rêu trong họ Lejeuneaceae. Loài này được (Hook. f. & Taylor) Gradst. & P. Geissler mô tả khoa học đầu tiên năm 1997.